# Stefan Lewandowski (ur. 1950)
Stefan Józef Lewandowski (ur. 18 czerwca 1950 w Gdańsku) – polski robotnik, działacz opozycji w okresie PRL, sygnatariusz gdańskich porozumień sierpniowych.

## Życiorys
Syn Józefa i Stefanii. Od 1964 był pracownikiem Zarządu Portu Gdynia, w 1967 ukończył zasadniczą szkołę zawodową przy tym przedsiębiorstwie. W 1974 przeszedł do pracy w Zarządzie Portu Gdańsk jako dźwigowy. W sierpniu 1980 był współorganizatorem strajku w swoim zakładzie pracy. Został delegatem i członkiem prezydium uformowanego w Stoczni Gdańskiej Międzyzakładowego Komitetu Strajkowego. Po podpisaniu porozumień sierpniowych wstąpił do „Solidarności”, był członkiem komitetu założycielskiego i komisji zakładowej, współtworzył pismo „Portowiec”. Po wprowadzeniu stanu wojennego był wśród inicjatorów strajku w Porcie Gdańsk, działał następnie w niejawnych strukturach związku, zajmował się organizacją materiałów do druku ulotek. W lutym 1982 został tymczasowo aresztowany, w maju tegoż roku skazany na karę 1 roku pozbawienia wolności, zwolnienie uzyskał w grudniu 1982 po uchyleniu wyroku przez Sąd Najwyższy, przy ponownym rozpoznaniu sprawy w czerwcu 1983 został uniewinniony. Z przyczyn politycznych utracił zatrudnienie, w 1983 kilka miesięcy pracował w przedsiębiorstwie zajmującym się przerobem metali, po czym przywrócono go do pracy w Zarządzie Portu Gdańsk. W 2005 przeszedł na emeryturę.

## Odznaczenia
Odznaczony Krzyżem Oficerskim Orderu Odrodzenia Polski (2006) oraz Krzyżem Wolności i Solidarności (2018). Wyróżniony tytułem honorowego obywatela Gdańska (2000).